# Grand Rapids
Grand Rapids je město v americkém státě Minnesota v Itasca County, jehož je sídlem. V roce 2010 zde žilo 10 869 obyvatel.
Město je pojmenované podle říčních prahů na Mississippi, které v 19. století znemožňovaly lodní dopravu po řece. Ve 20. století říční prahy překrylo vzdutí hladiny řeky za hrází Blandin Paper Mill.

## Osobnosti města
- Russell Vis (1900 – 1990), zápasník
- Judy Garland (1922 – 1969), herečka a zpěvačka
- Edmund Casimir Szoka (1927 – 2014), římskokatolický kněz, arcibiskup Detroitu, kardinál a předseda Papežské komise pro vatikánský stát
- Roger Bruce Chaffee (1935 – 1967), vojenský letec a astronaut
- Jack Lousma (* 1936), astronaut
- Leonard Schrader (1943 – 2006), scenárista
- Paul Schrader (* 1946), filmový scenárista a režisér
- James Allchin (* 1951), manažer Microsoftu
- Buzz Schneider (* 1954), hokejista
- Bill Baker (* 1956), hokejista
- Anthony Kiedis (* 1962), zpěvák skupiny Red Hot Chili Peppers
- Floyd Mayweather, Jr. (* 1977), boxer
- Taylor Lautner (* 1992),herec